# Critics' Choice Awards de 2022
O 27.º Critics' Choice Awards ocorreu em 13 de março de 2022 no Fairmont Century Plaza Hotel em Los Angeles, Califórnia e no Savoy Hotel em Londres, naquela ocasião, foram homenageadas as melhores realizações no cinema e televisão do ano de 2021. A cerimônia foi transmitida simultaneamente na The CW e TBS, apesar de ter sido apresentada por Taye Diggs pela quarta vez consecutiva; também contou com Nicole Byer. As indicações de filmes foram anunciadas em 13 de dezembro de 2021.
Belfast e West Side Story lideraram as indicações com 11 cada, seguidos por Dune e The Power of the Dog com 10 cada. Succession recebeu mais indicações na televisão com oito, seguido por Evil e Mare of Easttown com cinco cada. No geral, a Netflix recebeu um total de 42 indicações, 24 para filmes e 18 para televisão, o máximo para qualquer estúdio, rede ou streaming.
Em 22 de dezembro de 2021, a cerimônia originalmente marcada para 9 de janeiro de 2022 foi adiada devido a preocupações relacionadas à pandemia do COVID-19 - envolvendo o aumento generalizado da variante Omicron nos Estados Unidos. Em 13 de janeiro de 2022, foi anunciado que a cerimônia aconteceria em 13 de março de 2022.

## Indicados e vencedores

### Cinema
| Melhor Filme - The Power of the Dog - Belfast - CODA - Don't Look Up - Dune - King Richard - Licorice Pizza - Nightmare Alley - Tick, Tick... Boom! - West Side Story | Melhor Direção - Jane Campion – The Power of the Dog - Paul Thomas Anderson – Licorice Pizza - Kenneth Branagh – Belfast - Guillermo del Toro – Nightmare Alley - Steven Spielberg – West Side Story - Denis Villeneuve – Dune |
| Melhor Ator - Will Smith – King Richard como Richard Williams - Nicolas Cage – Pig como Robin "Rob" Feld - Benedict Cumberbatch – The Power of the Dog como Phil Burbank - Peter Dinklage – Cyrano como Cyrano de Bergerac - Andrew Garfield – Tick, Tick... Boom! como Jonathan Larson - Denzel Washington – The Tragedy of Macbeth como Lord Macbeth | Melhor Atriz - Jessica Chastain – The Eyes of Tammy Faye como Tammy Faye Bakker - Olivia Colman – The Lost Daughter como Leda Caruso - Lady Gaga – House of Gucci como Patrizia Reggiani - Alana Haim – Licorice Pizza como Alana Kane - Nicole Kidman – Being the Ricardos como Lucille Ball - Kristen Stewart – Spencer como Diana, Princesa de Gales |
| Melhor Ator Coadjuvante - Troy Kotsur – CODA como Frank Rossi - Jamie Dornan – Belfast como Pa - Ciarán Hinds – Belfast como Pop - Jared Leto – House of Gucci como Paolo Gucci - J. K. Simmons – Being the Ricardos como William Frawley - Kodi Smit-McPhee – The Power of the Dog como Peter Gordon                                                  | Melhor Atriz Coadjuvante - Ariana DeBose – West Side Story como Anita - Caitriona Balfe – Belfast como Ma - Ann Dowd – Mass como Linda - Kirsten Dunst – The Power of the Dog como Rose Gordon - Aunjanue Ellis – King Richard como Oracene "Brandy" Price - Rita Moreno – West Side Story como Valentina                                               |
| Melhor Ator ou Atriz Jovem - Jude Hill – Belfast como Buddy - Cooper Hoffman – Licorice Pizza como Gary Valentine - Emilia Jones – CODA como Ruby Rossi - Woody Norman – C'mon C'mon como Jesse - Saniyya Sidney – King Richard como Venus Williams - Rachel Zegler – West Side Story como María Vasquez                                               | Melhor Elenco - Belfast - Don't Look Up - The Harder They Fall - Licorice Pizza - The Power of the Dog - West Side Story |
| Melhor Roteiro - Kenneth Branagh – Belfast - Paul Thomas Anderson – Licorice Pizza - Zach Baylin – King Richard - Adam McKay e David Sirota – Don't Look Up - Aaron Sorkin – Being the Ricardos | Melhor Roteiro Adaptado - Jane Campion – The Power of the Dog - Maggie Gyllenhaal – The Lost Daughter - Sian Heder – CODA - Tony Kushner – West Side Story - Eric Roth, Jon Spaihts, e Denis Villeneuve – Dune |
| Melhor Cinematografia - Ari Wegner – The Power of the Dog - Bruno Delbonnel – The Tragedy of Macbeth - Greig Fraser – Dune - Janusz Kamiński – West Side Story - Dan Laustsen – Nightmare Alley - Haris Zambarloukos – Belfast | Melhor Montagem - Sarah Broshar e Michael Kahn – West Side Story - Úna Ní Dhonghaíle – Belfast - Andy Jurgensen – Licorice Pizza - Peter Sciberras – The Power of the Dog - Joe Walker – Dune |
| Melhor Figurino - Jenny Beavan – Cruella - Robert Morgan e Jacqueline West – Dune - Luis Sequeira – Nightmare Alley - Paul Tazewell – West Side Story - Janty Yates – House of Gucci | Melhor Direção de Arte - Zsuzsanna Sipos e Patrice Vermette – Dune - Jim Clay e Claire Nia Richards – Belfast - Rena DeAngelo e Adam Stockhausen – The French Dispatch - Rena DeAngelo e Adam Stockhausen – West Side Story - Tamara Deverell e Shane Vieau – Nightmare Alley                                                                           |
| Melhor Trilha Sonora - Hans Zimmer – Dune - Nicholas Britell – Don't Look Up - Jonny Greenwood – The Power of the Dog - Jonny Greenwood – Spencer - Nathan Johnson – Nightmare Alley | Melhor Canção - "No Time to Die" – No Time to Die - "Be Alive" – King Richard - "Dos Oruguitas" – Encanto - "Guns Go Bang" – The Harder They Fall - "Just Look Up" – Don't Look Up |
| Melhor Cabelo e Maquiagem - The Eyes of Tammy Faye - Cruella - Dune - House of Gucci - Nightmare Alley | Melhor Efeitos Visuais - Dune - The Matrix Resurrections - Nightmare Alley - No Time to Die - Shang-Chi and the Legend of the Ten Rings |
| Melhor Animação - The Mitchells vs. the Machines - Encanto - Flee - Luca - Raya and the Last Dragon | Melhor Filme de Comédia - Licorice Pizza - Barb and Star Go to Vista Del Mar - Don't Look Up - Free Guy - The French Dispatch |
| Melhor Filme Estrangeiro - Drive My Car • Japão - Flee • Dinamarca / França / Noruega / Suécia / Reino Unido / Estados Unidos - È stata la mano di Dio • Itália - A Hero • França / Irão - Verdens verste menneske • Noruega | |

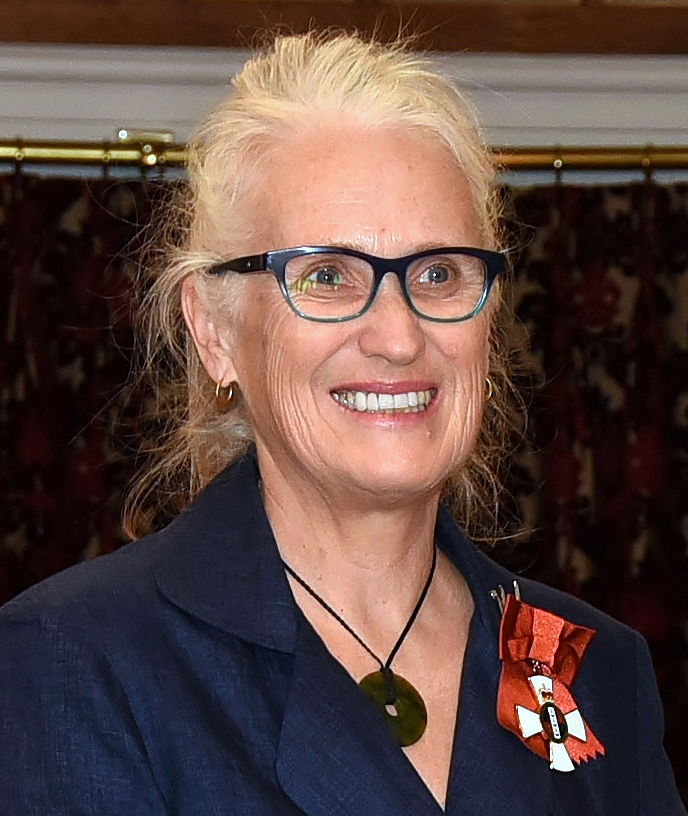
Jane Campion, Vencedora de Melhor Diretora e Melhor Roteiro Adaptado

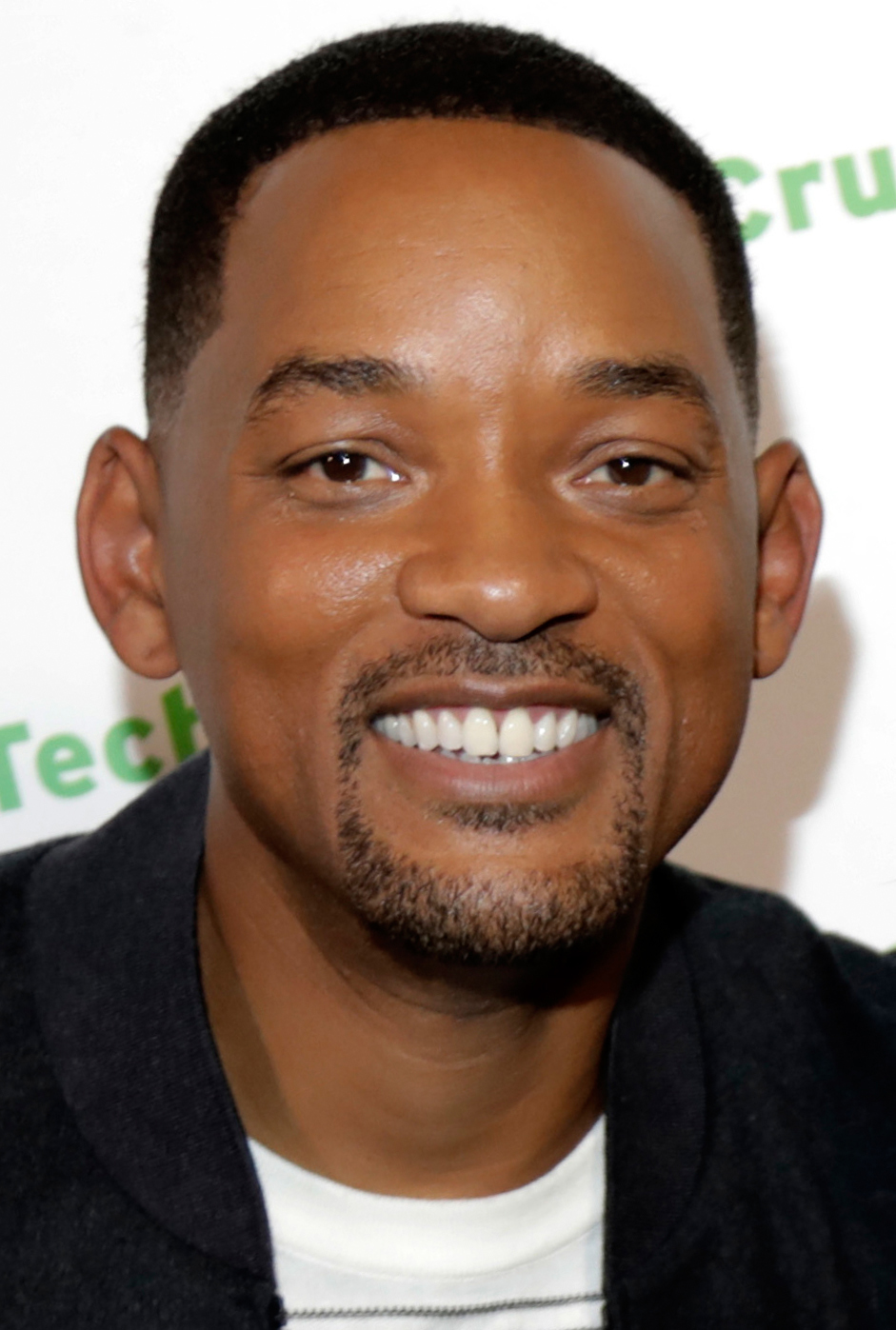
Will Smith, Vencedor de Melhor Ator

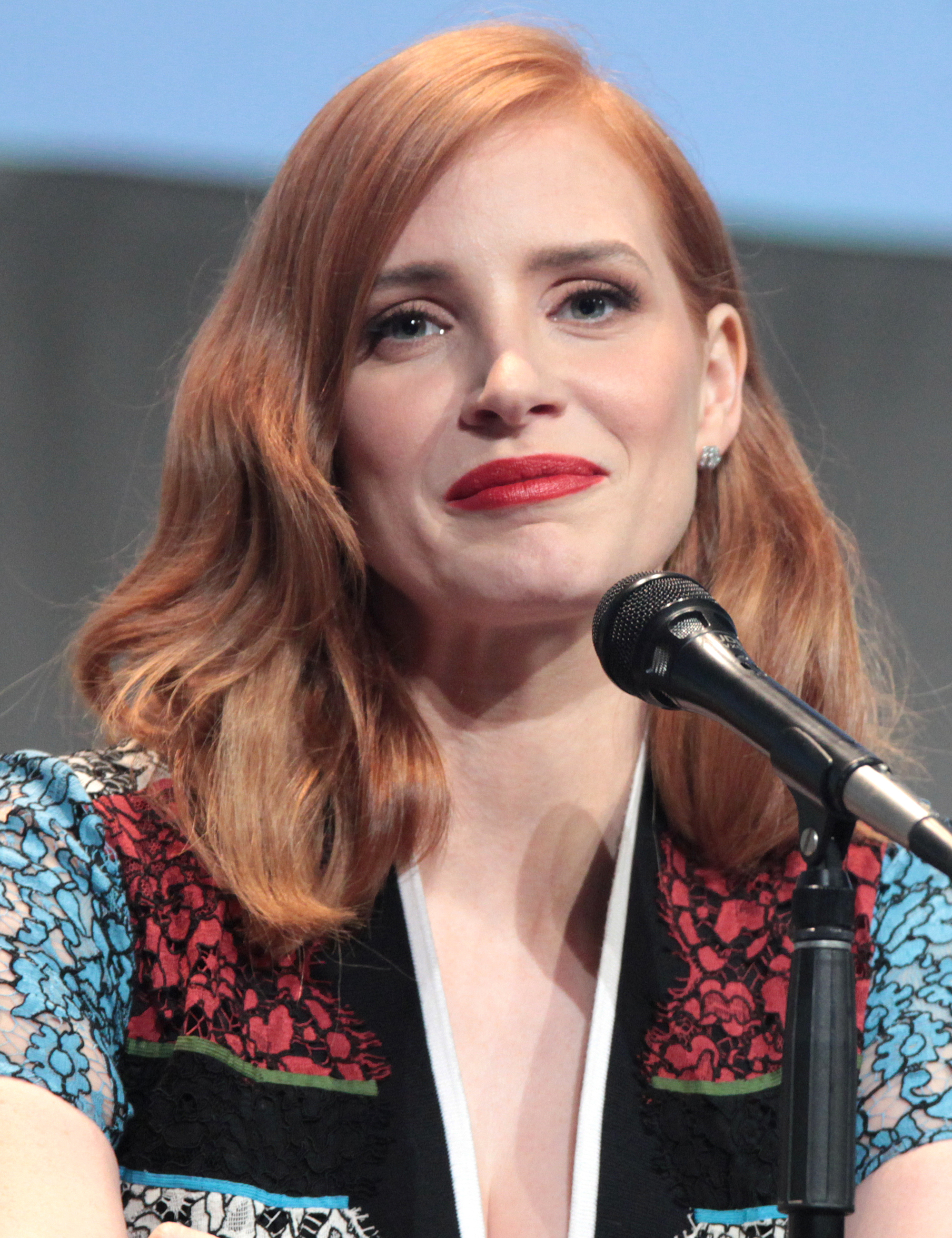
Jessica Chastain,Vencedora de Melhor Atriz

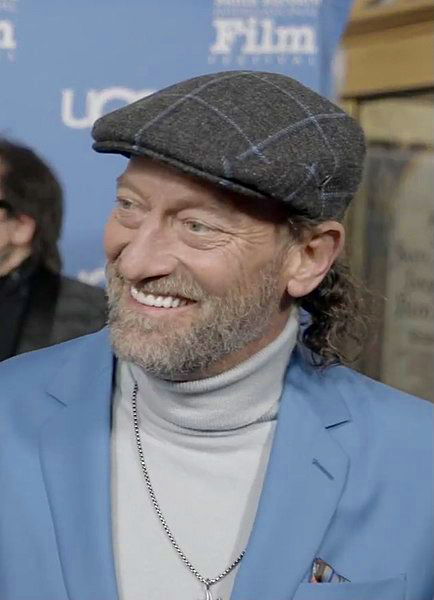
Troy Kotsur, Vencedor de Melhor Ator Coadjuvante

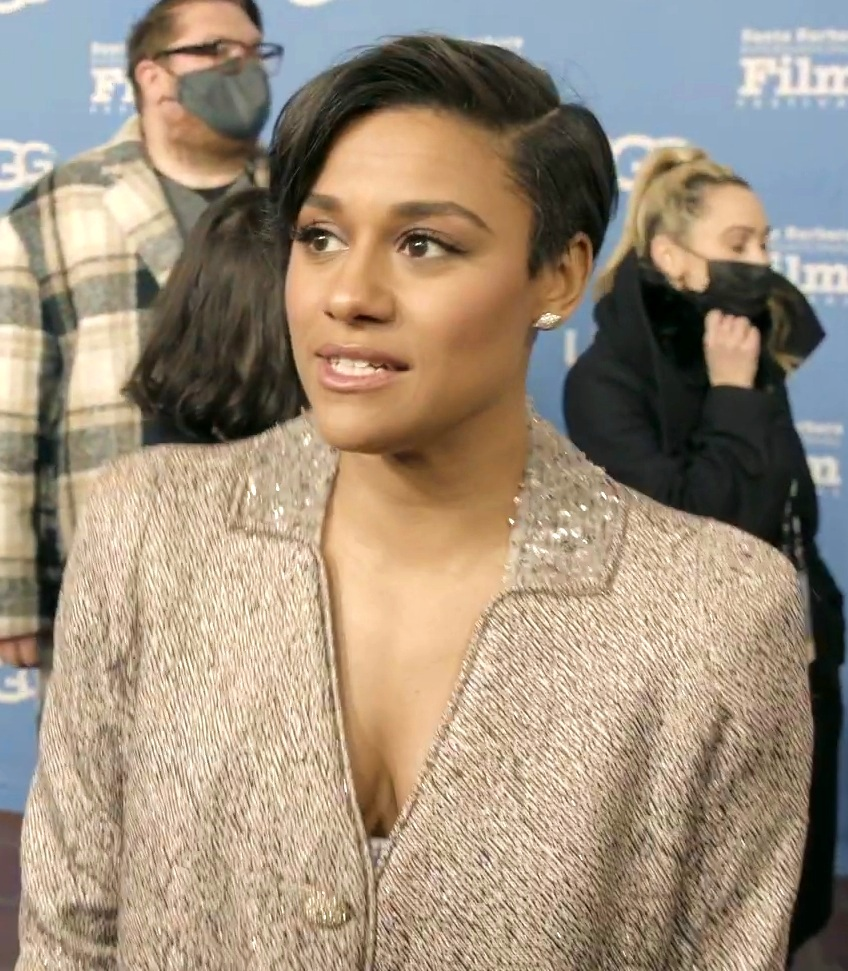
Ariana DeBose, Vencedor de Melhor Atriz Coadjuvante

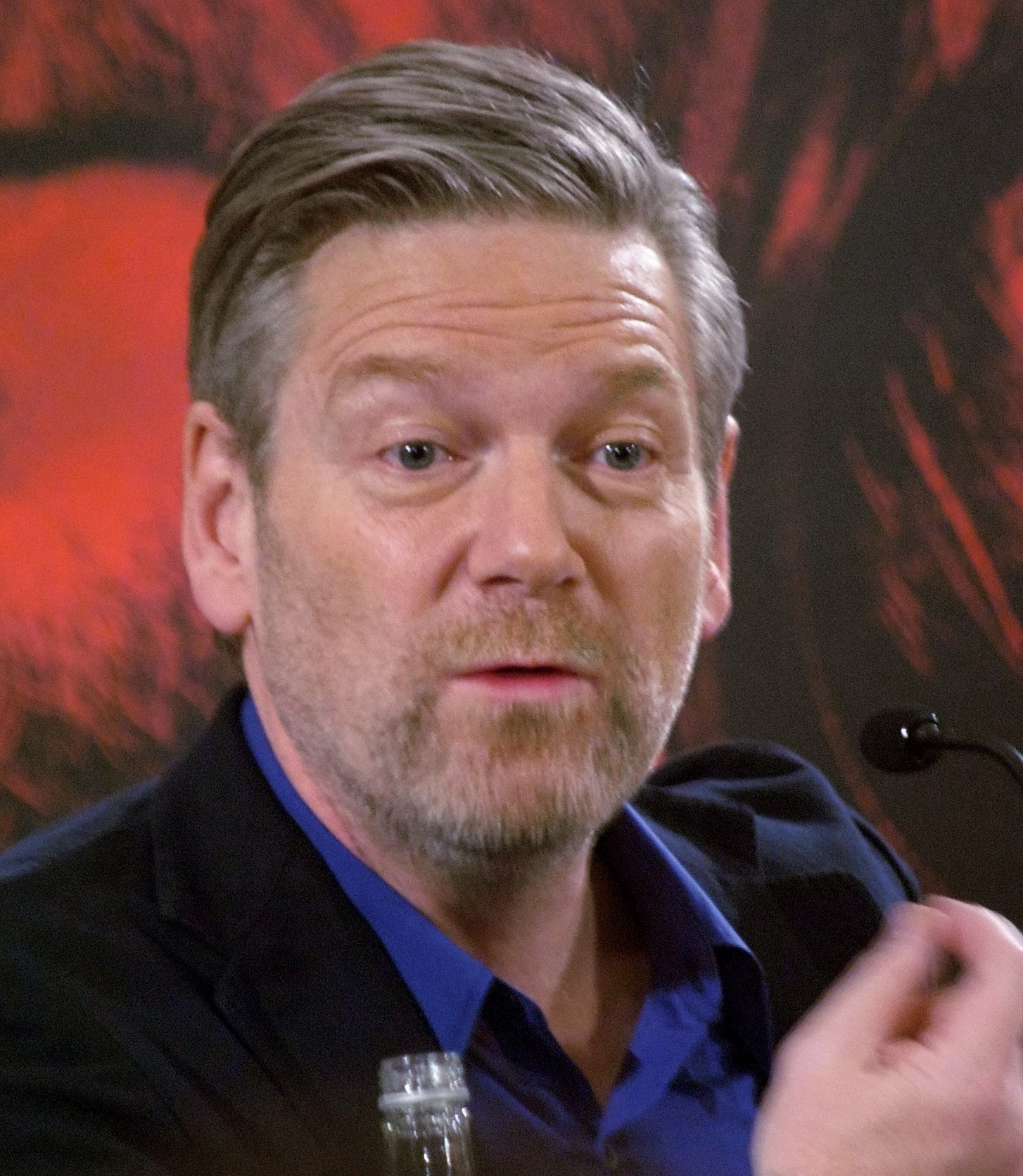
Kenneth Branagh, Vencedor de Melhor Roteiro Adaptado

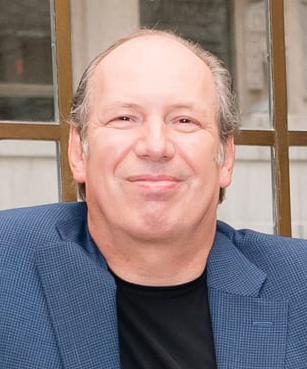
Hans Zimmer, Vencedor de Melhor Trilha Sonora Original

1. 1 2 3  Indicado para Melhor Filme de Ficção Científica/Fantasia no 2.º Critics' Choice Super Awards
2. ↑  Ganhou Melhor Filme de Ficção Científica/Fantasia no 2.º Critics' Choice Super Awards
3. ↑  Indicado para Melhor Filme de Ação no 2.º Critics' Choice Super Awards
4. ↑  Ganhou Melhor Série de Ação no 2.º Critics' Choice Super Awards
5. ↑  Indicado para Melhor Filme de Super-herói no 2.º Critics' Choice Super Awards

#### Prêmio #SeeHer
- Halle Berry

#### Prêmio Lifetime Achievement
- Billy Crystal

### Televisão
| Melhor Série de Drama - Succession (HBO) - Evil (Paramount+) - For All Mankind (Apple TV+) - The Good Fight (Paramount+) - Pose (FX) - Squid Game (Netflix) - This Is Us (NBC) - Yellowjackets (Showtime) | |
| Melhor Ator em Série de Drama - Lee Jung-jae – Squid Game como Seong Gi-hun (Netflix) - Sterling K. Brown – This Is Us como Randall Pearson (NBC) - Mike Colter – Evil como David Acosta (Paramount+) - Brian Cox – Succession como Logan Roy (HBO) - Billy Porter – Pose como Pray Tell (FX) - Jeremy Strong – Succession como Kendall Roy (HBO) | Melhor Atriz em Série de Drama - Melanie Lynskey – Yellowjackets como Shauna (Showtime) - Uzo Aduba – In Treatment como Dr. Brooke Taylor (HBO) - Chiara Aurelia – Cruel Summer como Jeanette Turner (Freeform) - Christine Baranski – The Good Fight como Diane Lockhart (Paramount+) - Katja Herbers – Evil como Dr. Kristen Bouchard (Paramount+) - Michaela Jaé Rodriguez – Pose como Blanca Rodriguez-Evangelista (FX)                                                                                             |
| Melhor Ator Coadjuvante em Série de Drama - Kieran Culkin – Succession como Roman Roy (HBO) - Nicholas Braun – Succession como Greg Hirsch (HBO) - Billy Crudup – The Morning Show como Cory Ellison (Apple TV+) - Justin Hartley – This Is Us como Kevin Pearson (NBC) - Matthew Macfadyen – Succession como Tom Wambsgans (HBO) - Mandy Patinkin – The Good Fight como Hal Wackner (Paramount+)                                                                       | Melhor Atriz Coadjuvante em Série de Drama - Sarah Snook – Succession como Siobhan "Shiv" Roy (HBO) - Christine Lahti – Evil como Sheryl Luria (Paramount+) - Andrea Martin – Evil como Sister Andrea (Paramount+) - Audra McDonald – The Good Fight como Liz Reddick (Paramount+) - J. Smith-Cameron – Succession como Gerri Kellman (HBO) - Susan Kelechi Watson – This Is Us como Beth Pearson (NBC) |
| Melhor Série de Comédia - Ted Lasso (Apple TV+) - The Great (Hulu) - Hacks (HBO Max) - Insecure (HBO) - Only Murders in the Building (Hulu) - The Other Two (HBO Max) - Reservation Dogs (FX on Hulu) - What We Do in the Shadows (FX) | |
| Melhor Ator em Série de Comédia - Jason Sudeikis – Ted Lasso como Ted Lasso (Apple TV+) - Iain Armitage – Young Sheldon como Sheldon Cooper (CBS) - Nicholas Hoult – The Great como Peter III (Hulu) - Steve Martin – Only Murders in the Building como Charles-Haden Savage (Hulu) - Kayvan Novak – What We Do in the Shadows como Nandor (FX) - Martin Short – Only Murders in the Building como Oliver Putnam (Hulu)                                                 | Melhor Atriz em Série de Comédia - Jean Smart – Hacks como Deborah Vance (HBO Max) - Elle Fanning – The Great como Catarina II (Hulu) - Renée Elise Goldsberry – Girls5eva como Wickie (Peacock) - Selena Gomez – Only Murders in the Building como Mabel Mora (Hulu) - Sandra Oh – The Chair como Ji-Yoon Kim (Netflix) - Issa Rae – Insecure como Issa Dee (HBO) |
| Melhor Ator Coadjuvante em Série de Comédia - Brett Goldstein – Ted Lasso como Roy Kent (Apple TV+) - Ncuti Gatwa – Sex Education como Eric Effiong (Netflix) - Harvey Guillén – What We Do in the Shadows como Guillermo de la Cruz (FX) - Brandon Scott Jones – Ghosts como Isaac Higgintoot (CBS) - Ray Romano – Made for Love como Herbert Green (HBO Max) - Bowen Yang – Saturday Night Live como Various Characters (NBC)                                         | Melhor Atriz Coadjuvante em Série de Comédia - Hannah Waddingham – Ted Lasso como Rebecca Welton (Apple TV+) - Kristin Chenoweth – Schmigadoon! como Mildred Layton (Apple TV+) - Hannah Einbinder – Hacks como Ava Daniels (HBO Max) - Molly Shannon – The Other Two como Pat Dubek (HBO Max) - Cecily Strong – Saturday Night Live como Various Characters (NBC) - Josie Totah – Saved by the Bell como Lexi Haddad-DeFabrizio (Peacock)                                                                              |
| Melhor Série Limitada - Mare of Easttown (HBO) - Dopesick (Hulu) - Dr. Death (Peacock) - It's a Sin (HBO Max) - Maid (Netflix) - Midnight Mass (Netflix) - The Underground Railroad (Prime Video) - WandaVision (Disney+) | Melhor Filme feito para Televisão - Oslo (HBO) - Come from Away (Apple TV+) - List of a Lifetime (Lifetime) - The Map of Tiny Perfect Things (Prime Video) - Robin Roberts Presents: Mahalia (Lifetime) - Zoey's Extraordinary Christmas (The Roku Channel) |
| Melhor Ator em Série Limitada ou Filme Feito para a Televisão - Michael Keaton – Dopesick como Dr. Samuel Finnix (Hulu) - Olly Alexander – It's a Sin como Ritchie Tozer (HBO Max) - Paul Bettany – WandaVision como Vision (Disney+) - William Jackson Harper – Love Life como Marcus Watkins (HBO Max) - Joshua Jackson – Dr. Death como Christopher Duntsch (Peacock) - Hamish Linklater – Midnight Mass como Father Paul Hill (Netflix)                             | Melhor Atriz em Série Limitada ou Filme Feito para a Televisão - Kate Winslet – Mare of Easttown como Marianne "Mare" Sheehan (HBO) - Danielle Brooks – Robin Roberts Presents: Mahalia como Mahalia Jackson (Showtime) - Cynthia Erivo – Genius: Aretha como Aretha Franklin (Nat Geo) - Thuso Mbedu – The Underground Railroad como Cora Randall (Prime Video) - Elizabeth Olsen – WandaVision como Wanda Maximoff / Feiticeira Escarlate (Disney+) - Margaret Qualley – Maid como Alexandra "Alex" Russell (Netflix) |
| Melhor Ator Coadjuvante em Série Limitada ou Filme Feito para a Televisão - Murray Bartlett – The White Lotus como Armond (HBO) - Zach Gilford – Midnight Mass como Riley Flynn (Netflix) - William Jackson Harper – The Underground Railroad como Royal (Prime Video) - Evan Peters – Mare of Easttown como Detective Colin Zabel (HBO) - Christian Slater – Dr. Death como Randall Kirby (Peacock) - Courtney B. Vance – Genius: Aretha como C. L. Franklin (Nat Geo) | Melhor Atriz Coadjuvante em Série Limitada ou Filme Feito para a Televisão - Jennifer Coolidge – The White Lotus como Tanya McQuoid (HBO) - Kaitlyn Dever – Dopesick como Betsy Mallum (Hulu) - Kathryn Hahn – WandaVision como Agnes / Agatha Harkness (Disney+) - Melissa McCarthy – Nine Perfect Strangers como Frances Welty (Hulu) - Julianne Nicholson – Mare of Easttown como Lori Ross (HBO) - Jean Smart – Mare of Easttown como Helen Fahey (HBO)                                                             |
| Melhor Série de Animação - What If...? (Disney+) - Big Mouth (Netflix) - Bluey (Disney Junior) - Bob's Burgers (Fox) - The Great North (Fox) - Q-Force (Netflix) | Melhor Série em Língua Estrangeira - Squid Game (Netflix) - Acapulco (Apple TV+) - Call My Agent! (Netflix) - Lupin (Netflix) - La casa de papel (Netflix) - Narcos: Mexico (Netflix) |
| Melhor Talk Show - Last Week Tonight with John Oliver (HBO) - The Amber Ruffin Show (Peacock) - Desus & Mero (Showtime) - The Kelly Clarkson Show (NBC / Syndicated) - Late Night with Seth Meyers (NBC) - Watch What Happens Live with Andy Cohen (Bravo) | Melhor Especial de Comédia - Bo Burnham: Inside (Netflix) - Good Timing with Jo Firestone (Peacock) - James Acaster: Cold Lasagne Hate Myself 1999 (Vimeo) - Joyelle Nicole Johnson: Love Joy (Peacock) - Nate Bargatze: The Greatest Average American (Netflix) - Trixie Mattel: One Night Only (YouTube) |

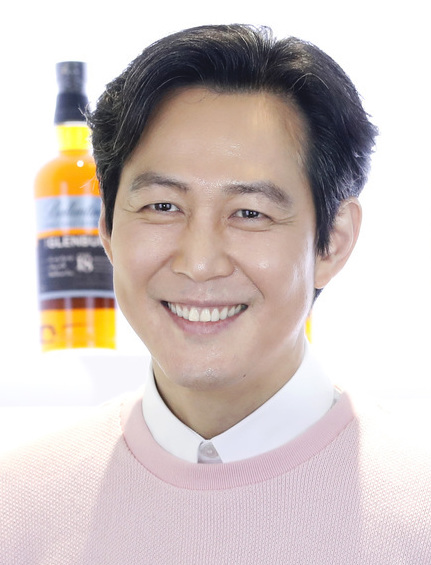
Lee Jung-jae, Vencedor de Melhor Ator em Série Dramática

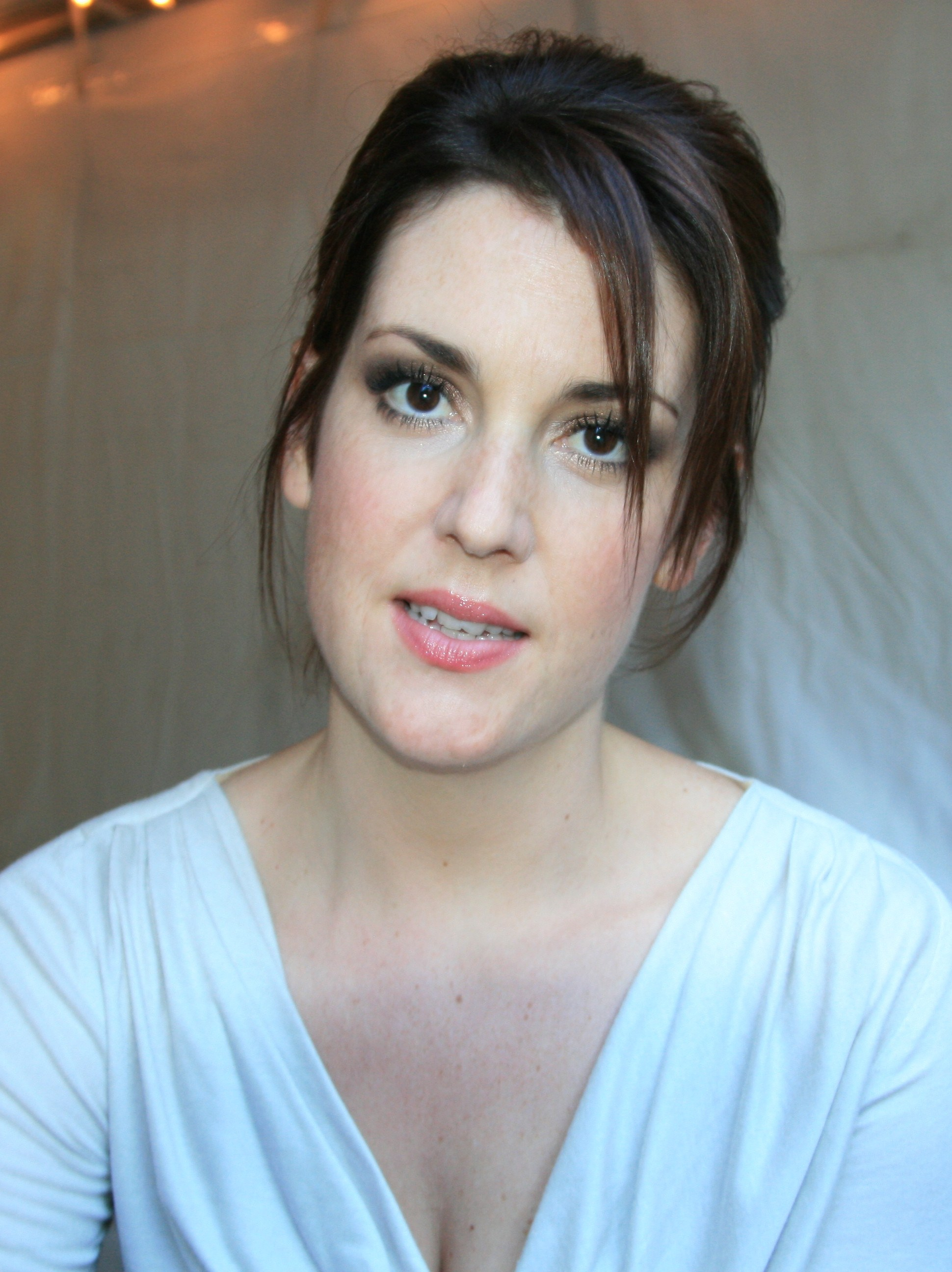
Melanie Lynskey, Vencedor de Melhor Atriz em Série Dramática

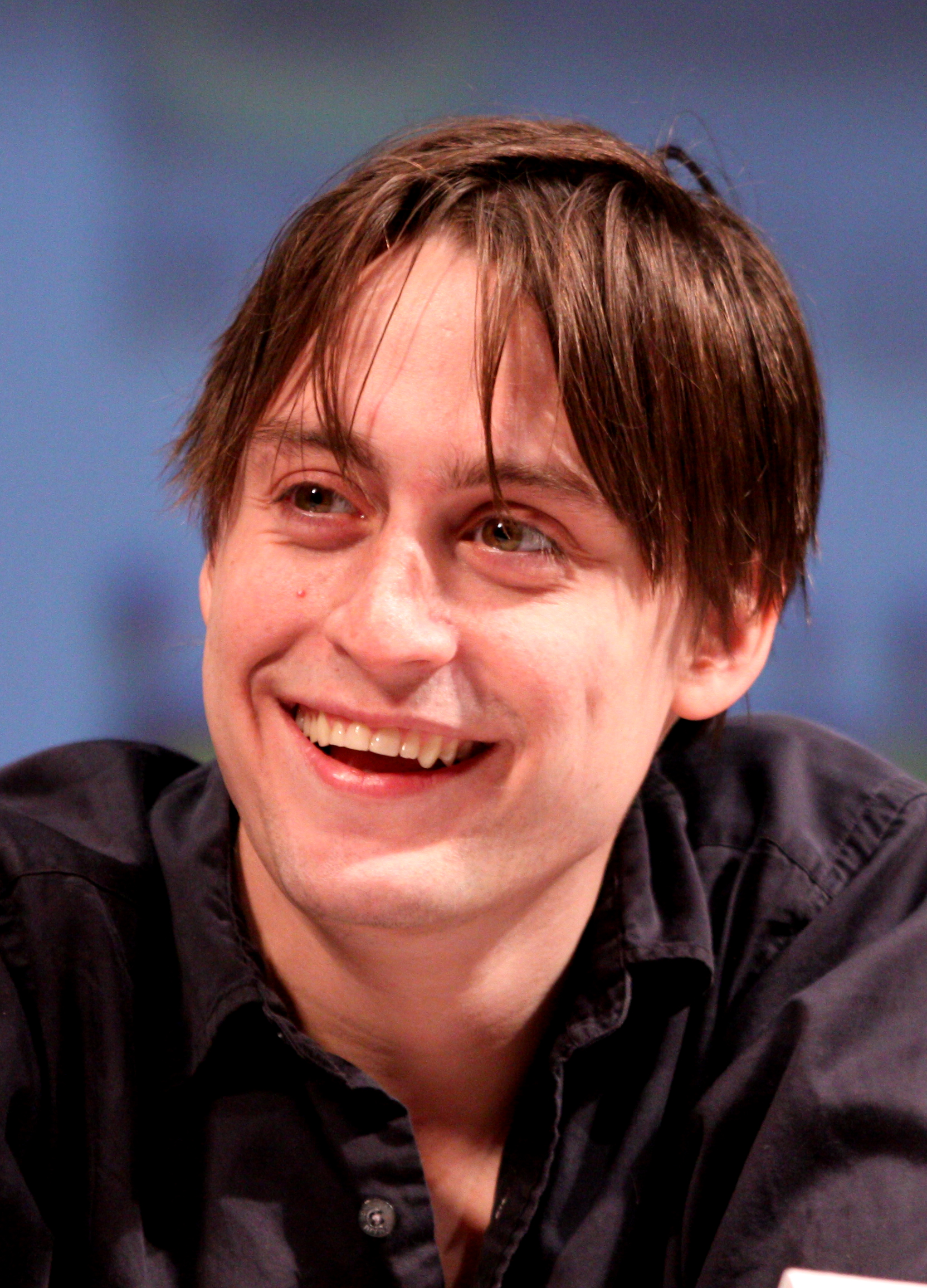
Kieran Culkin, Vencedor de Melhor Ator Coadjuvante em Série Dramática

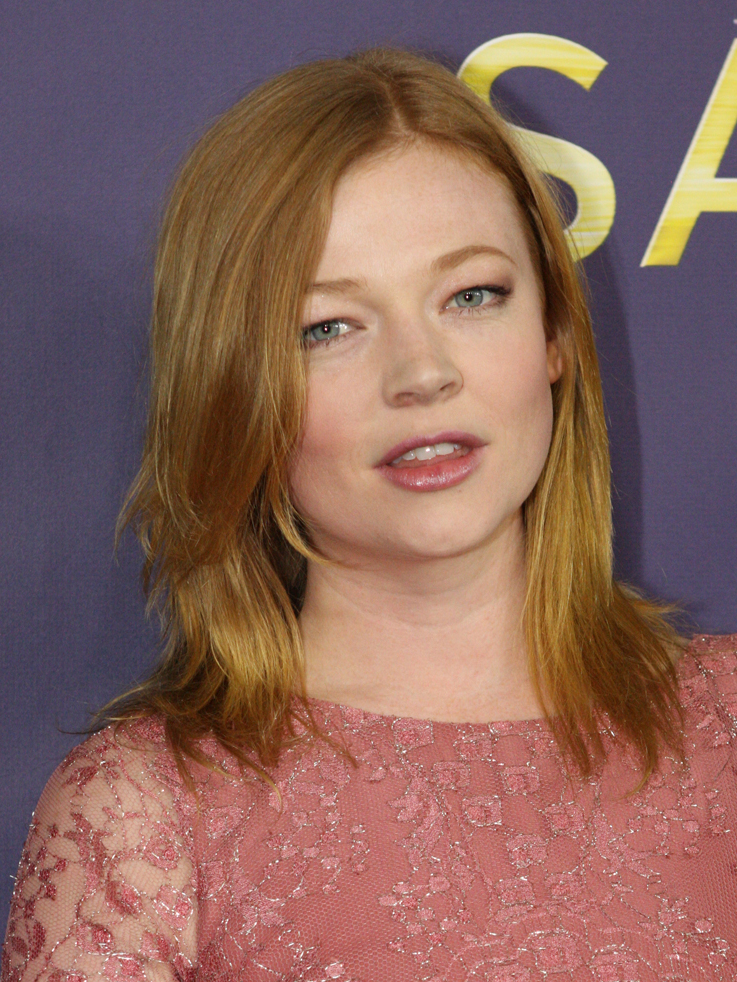
Sarah Snook, Vencedor de Melhor Atriz Coadjuvante em Série Dramática

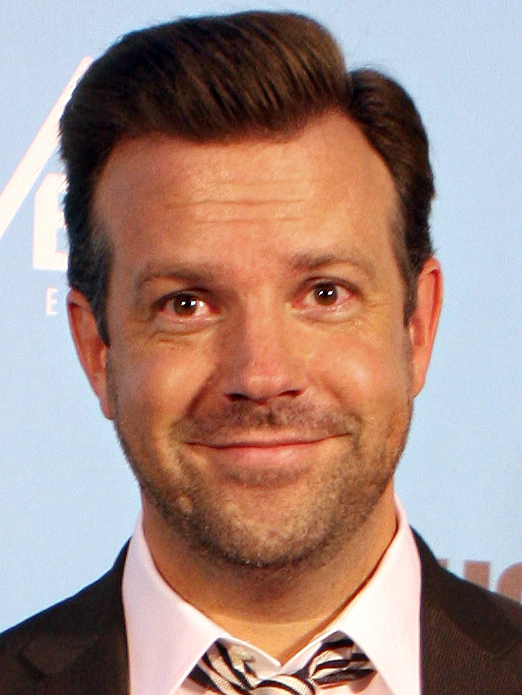
Jason Sudeikis, Vencedor de Melhor Ator em Série de Comédia

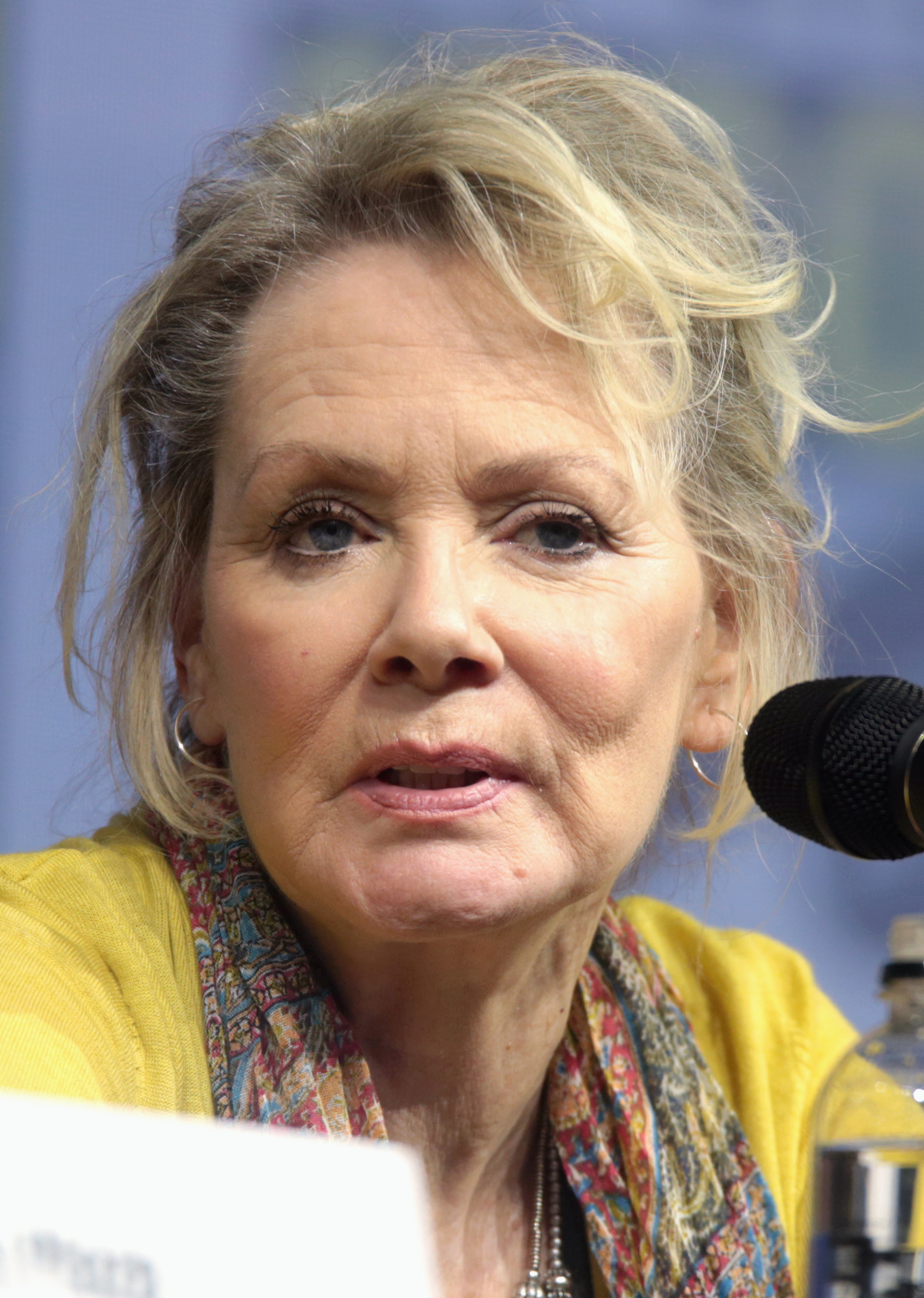
Jean Smart, Vencedor de Melhor Atriz em Série de Comédia

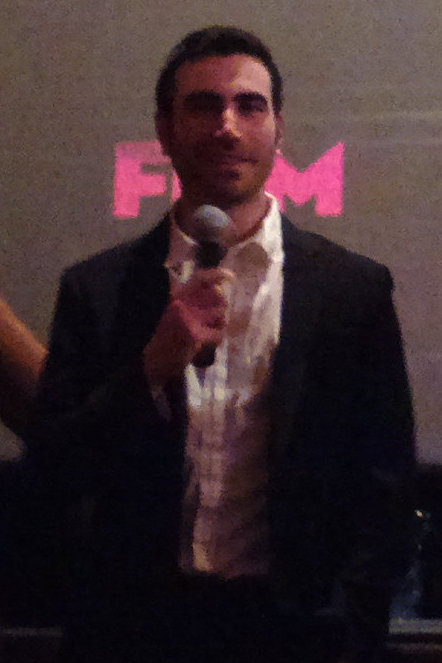
Brett Goldstein, Vencedor de Melhor Ator Coadjuvante em Série de Comédia

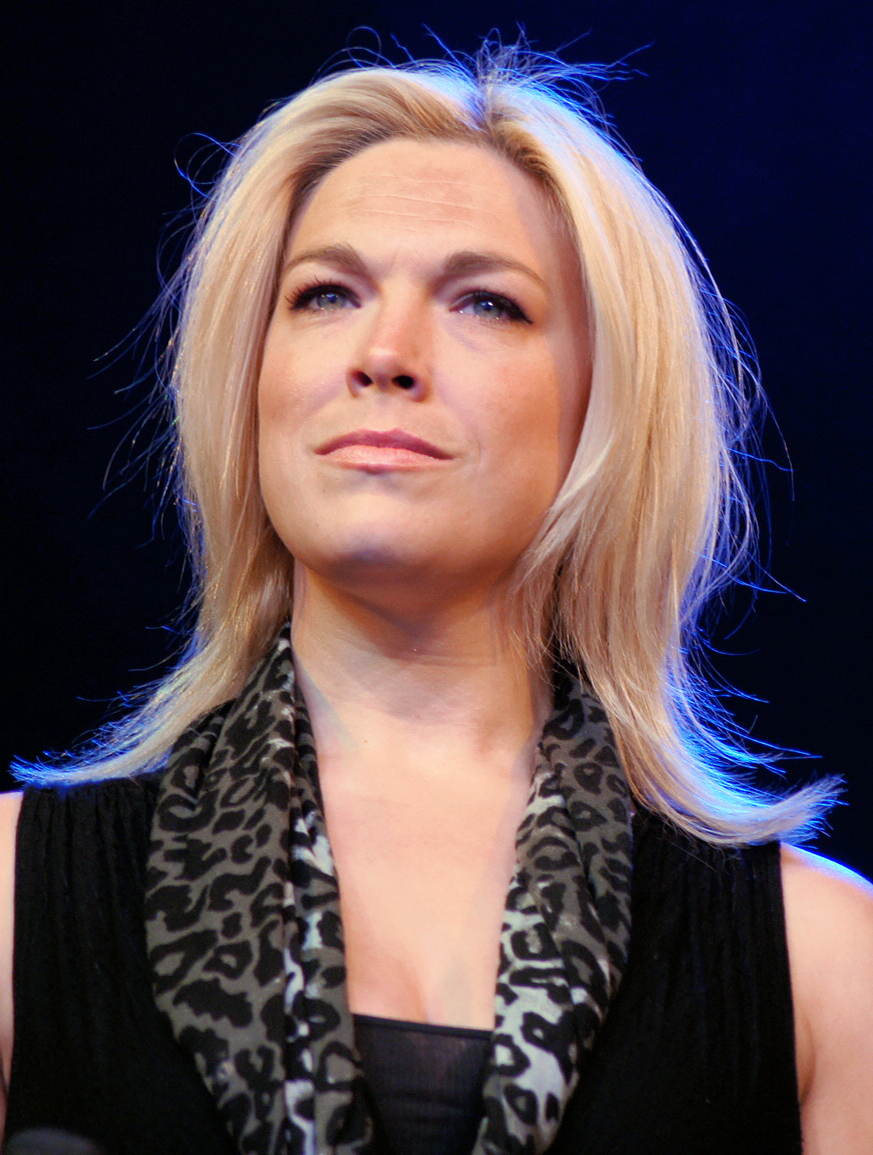
Hannah Waddingham, Vencedor de Melhor Atriz Coadjuvante em Série de Comédia

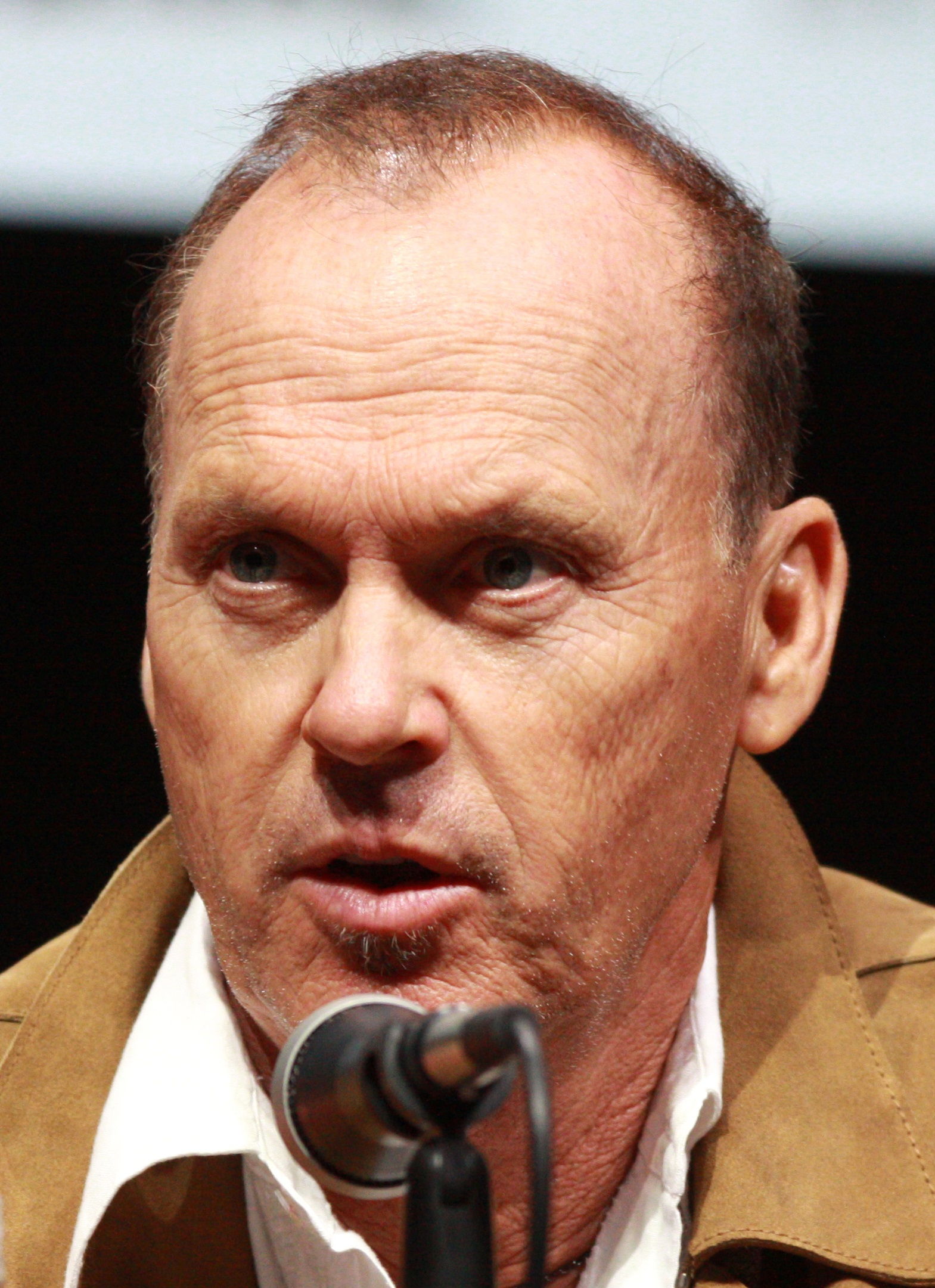
Michael Keaton, Vencedor de Melhor Ator em Série Limitada ou Filme Feito para a Televisão

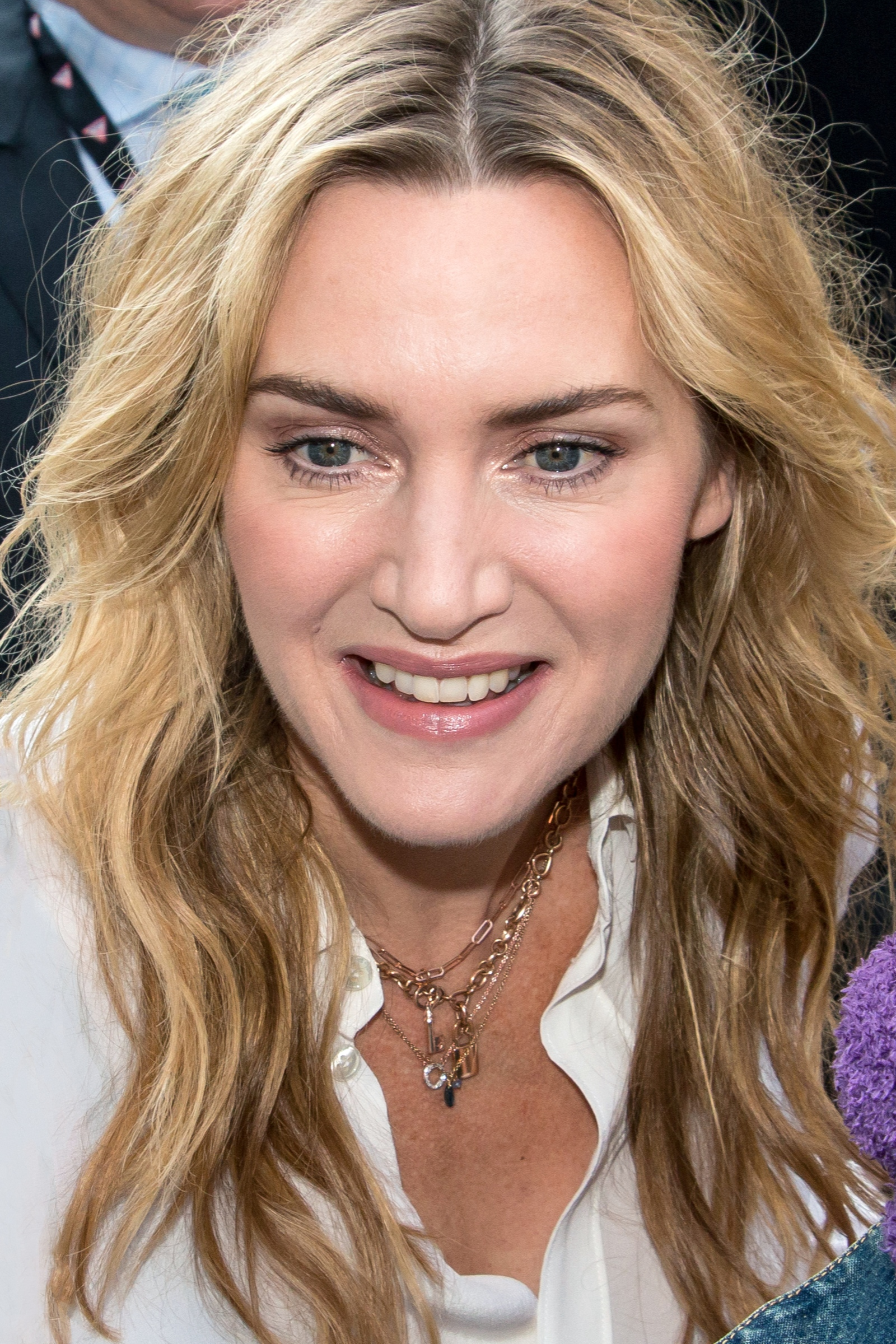
Kate Winslet, Vencedora de Melhor Atriz em Série Limitada ou Filme Feito para a Televisão

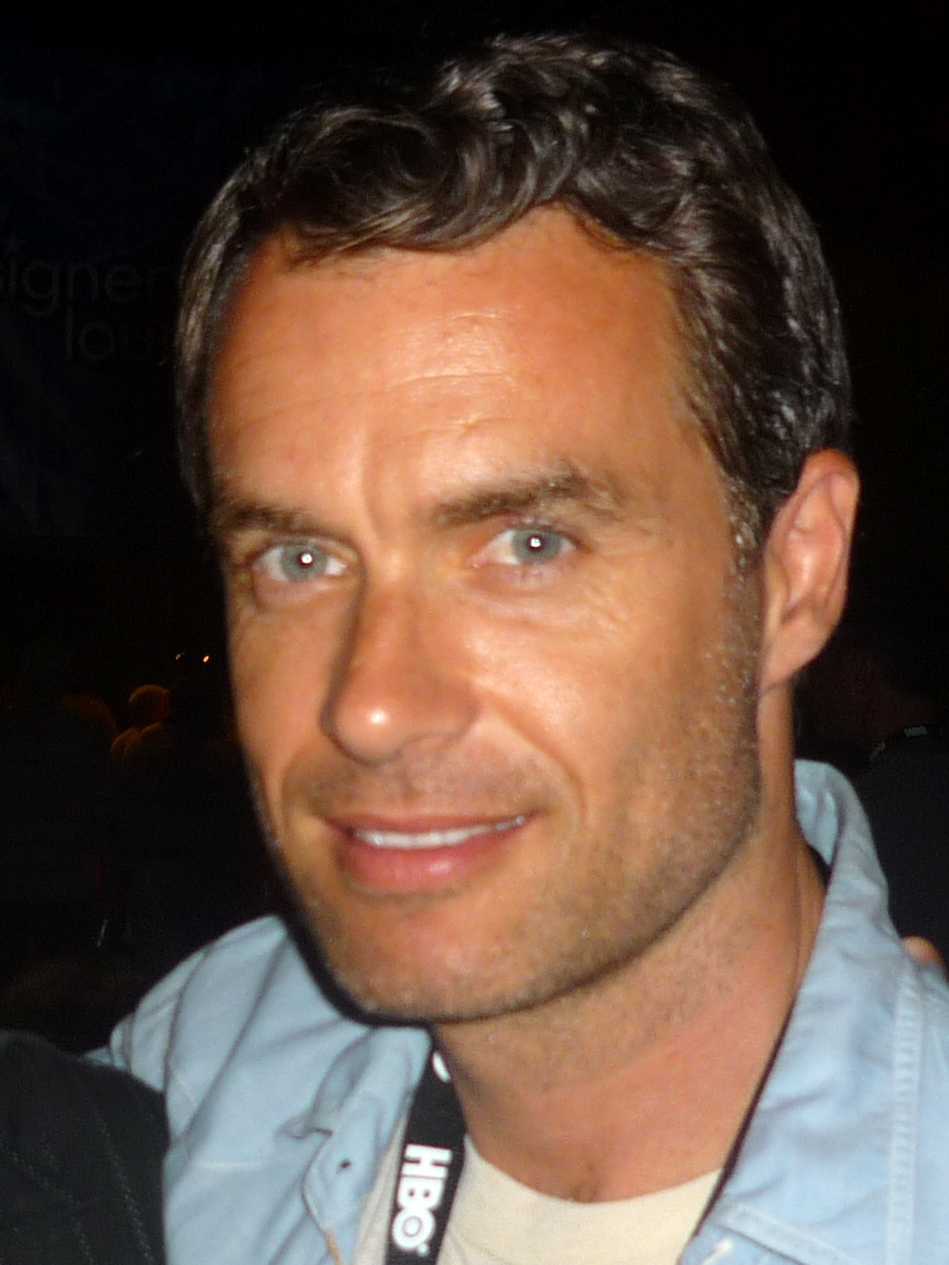
Murray Bartlett,Vencedor de Melhor Ator Coadjuvante em Série Limitada ou Filme Feito para a Televisão

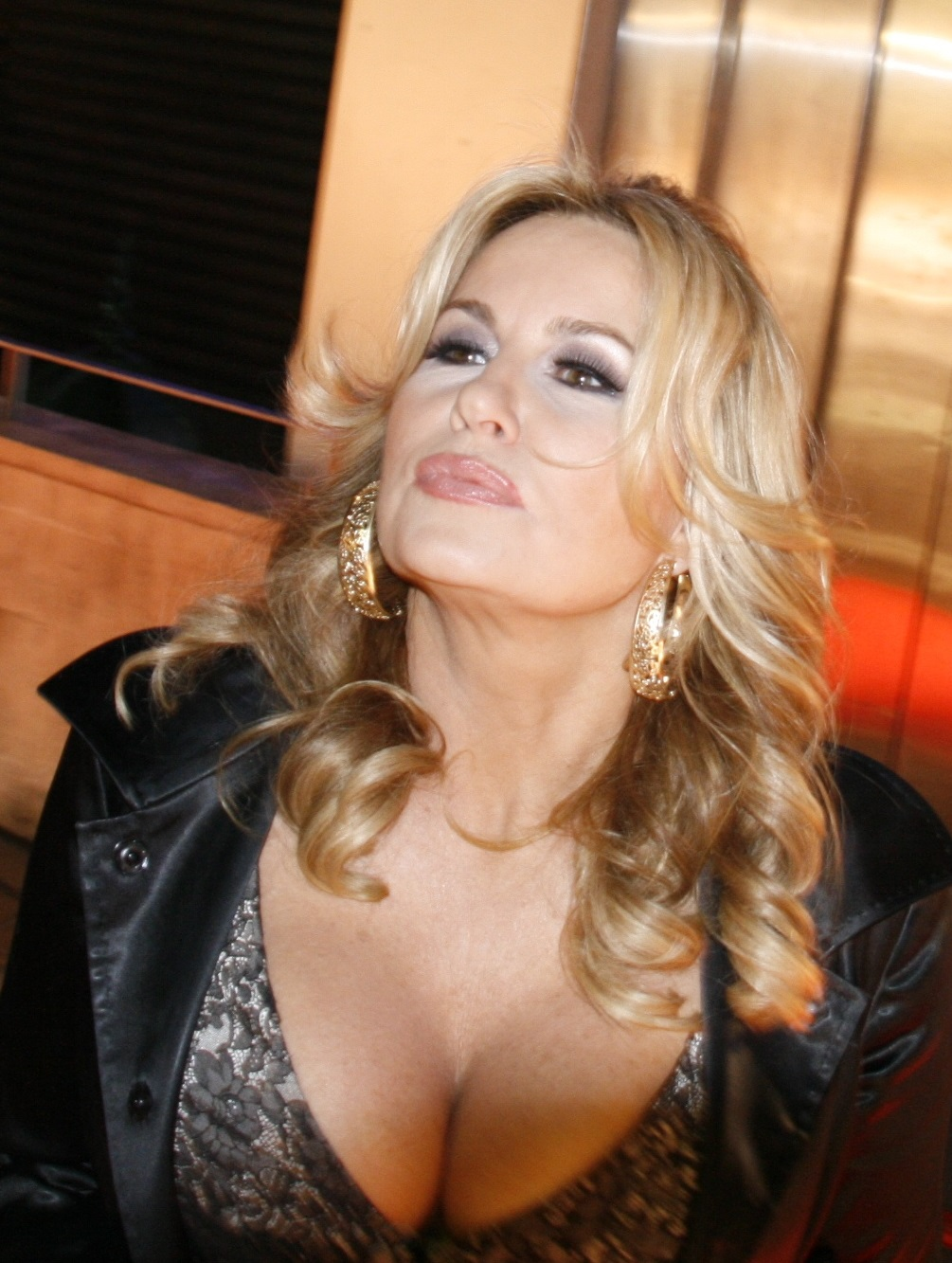
Jennifer Coolidge, Vencedora de Melhor Atriz Coadjuvante em Série Limitada ou Filme Feito para a Televisão

1. 1 2 3  Nomeado para Melhor Série de Terror no 2.º Critics' Choice Super Awards
2. ↑  Ganhou Melhor Série de Ação no 2.º Critics' Choice Super Awards
3. ↑  Ganhou Melhor Série de Terror no 2.º Critics' Choice Super Awards
4. ↑  Ganhou o prêmio de Melhor Ator em Série de Ação no 2.º Critics' Choice Super Awards
5. 1 2  Indicado a Melhor Ator em Série de Terror no 2.º Critics' Choice Super Awards
6. ↑  Ganhou o prêmio de Melhor Atriz em Série de Terror no 2.º Critics' Choice Super Awards
7. 1 2  Indicada para Melhor Atriz em Série de Terror no 2.º Critics' Choice Super Awards
8. ↑  Ganhou Melhor Série de Super-heróis no 2.º Critics' Choice Super Awards
9. ↑  Indicado para Melhor Ator em Série de Super-heróis no 2.º Critics' Choice Super Awards
10. ↑  Indicado para Melhor Vilão em Série no 2.º Critics' Choice Super Awards
11. ↑  Ganhou o prêmio de Melhor Ator em Série de Terror no 2.º Critics' Choice Super Awards
12. ↑  Ganhou o prêmio de Melhor Atriz em Série de Super-heróis no 2.º Critics' Choice Super Awards
13. ↑  Indicada para Melhor Atriz em Série de Super-heróis no 2.º Critics' Choice Super Awards
14. ↑  Ganhou o prêmio de Melhor Vilão em Série no 2.º Critics' Choice Super Awards
15. ↑  Indicado para Melhor Série de Ação no 2.º Critics' Choice Super Awards